# داكار (السنغال)
داكار (بالفرنسية: Dakar)‏ هو أقليم في السنغال، بلغ عدد سكانه 3,137,196 نسمة وذلك حسب إحصائيات سنة 2013، عاصمته داكار، تبلغ مساحته 550 كيلومتر مربع.

## الموقع
يشترك في الحدود مع:
- ثيس.